# Воронино (Харовский район)
Воронино — деревня в Харовском районе Вологодской области.
Входит в состав Кумзерского сельского поселения, с точки зрения административно-территориального деления — в Кумзерский сельсовет.
Расстояние по автодороге до районного центра Харовска — 51 км, до центра муниципального образования Кумзера — 2 км. Ближайшие населённые пункты — Угол, Ерофеевская, Кумзеро, Максимовская, Киевская.
По переписи 2002 года население — 10 человек.